# Удино, Никола Шарль
Николя́ Шарль Удино́ (фр. Nicolas-Charles Oudinot; 25 апреля 1767, Бар-ле-Дюк, Лотарингия, Франция — 13 сентября 1847, Париж) — французский военный деятель, маршал Империи (1809 год), граф (1808 год), затем 1-й герцог Реджо (1810 год), пэр (1814 год), участник революционных и наполеоновских войн. Имя маршала выбито на Триумфальной арке в Париже.

## Биография

### Происхождение и ранняя служба
Будущий герой Франции родился 25 апреля 1767 года в Бар-ле-Дюке, столице герцогства Бар, недавно присоединённого к Франции, в семье Николя Удино (фр. Nicolas Oudinot; 1730—1814) и Марии Анны Адан (фр. Marie Anne Adam; 1736—1804), представителей мелкой буржуазии. Его отец был пивоваром.
После учёбы в своём родном городе и Туле, Удино 2 июня 1784 года присоединился к пехотному полку Медок. 30 апреля 1787 года получил разрешение выйти в отставку. Вернулся в свой родной город, где 15 сентября 1789 года женился на Шарлотте Дерлен (фр. Françoise Charlotte Derlin; 1768—1810), в браке с которой у него было семь детей; один из сыновей дослужился до генерала.

### Революционные войны
Революция снова сделала его солдатом: 14 июля 1789 года записался капитаном в оплачиваемую роту кавалерии. 7 ноября 1790 года возглавил легион национальной гвардии Мёза. 6 сентября 1791 года был назначен вторым подполковником 3-го батальона волонтёров Мёза. Он отличился в сентябре 1792 года прекрасной защитой замка Бич от прусских войск и взял 700 пленных, а также получил свою первую рану. 10 января 1793 года возглавил батальон. 25 августа 1793 года его батальон включён в состав 4-й боевой полубригады. 5 ноября 1793 года был произведён в полковники, и возглавил данную полубригаду. 17 декабря 1793 года ранен пулей в голову у Агно. 26 апреля 1794 года возглавил 34-ю линейную полубригаду. 23 мая отличился штыковой атакой при Кайзерслаутерне. На следующий день был атакован около Морлаутерна 10 000 врагов. Удино со своим полком сопротивлялся в течение десяти часов, после чего смог успешно отойти. Всё это принесло ему 14 июня звание бригадного генерала.
Служил в Мозельской армии. В июле он захватил смелым манёвром Трир и был ранен пулей, сломавшей ему ногу. 8 августа 1795 год участвовал в захвате моста Вассербиллиг. С 23 августа 1794 года по 7 сентября 1795 года был комендантом Трира. 18 октября 1795 года был атакован ночью в битве при Неккарау, ранен пятью сабельными ударами, взят в плен и отправлен в Ульм. 7 января 1796 года получил свободу в ходе обмена пленными.
6 мая 1796 года зачислен в Рейнско-Мозельскую армию. 2 июня стал комендантом Фальсбура. В сентябре возглавил кавалерийскую бригаду в дивизии Дельма. 11 сентября 1796 года, при блокаде Ингольштадта, ему пришлось сражаться на мосту с десятикратно превосходящими силами неприятеля. В ходе боя Николя получил пулю в бедро, три сабельных удара по рукам и один по шее; однако, не дожидаясь полного выздоровления, он присоединился к своей дивизии в Эттенхайме и атаковал врага с рукой на перевязи.
Блестящие действия в многочисленных боях принесли ему звание дивизионного генерала 12 апреля 1799 года. Снова раненный в битве при Цюрихе, он стал начальником штаба Массена, за которым последовал в Италию и участвовал в обороне Генуи в 1800 году. Оставленный Брюном на посту начальника штаба Итальянской армии, он отличился во всех делах, ареной которых были берега Минчо. Также Удино доставил в Париж новости о перемирии, которое было подписано в Тревизо. За действия в битве при Монцамбано Наполеон дарует ему почётную саблю.

### Во главе сводной дивизии
29 августа 1803 года возглавил 1-ю пехотную дивизию в лагере Брюгге Армии Берегов Океана. 1 февраля 1805 года сменил генерала Жюно, назначенного послом Франции в Лиссабоне, на посту командира сводной гренадерской дивизии. 

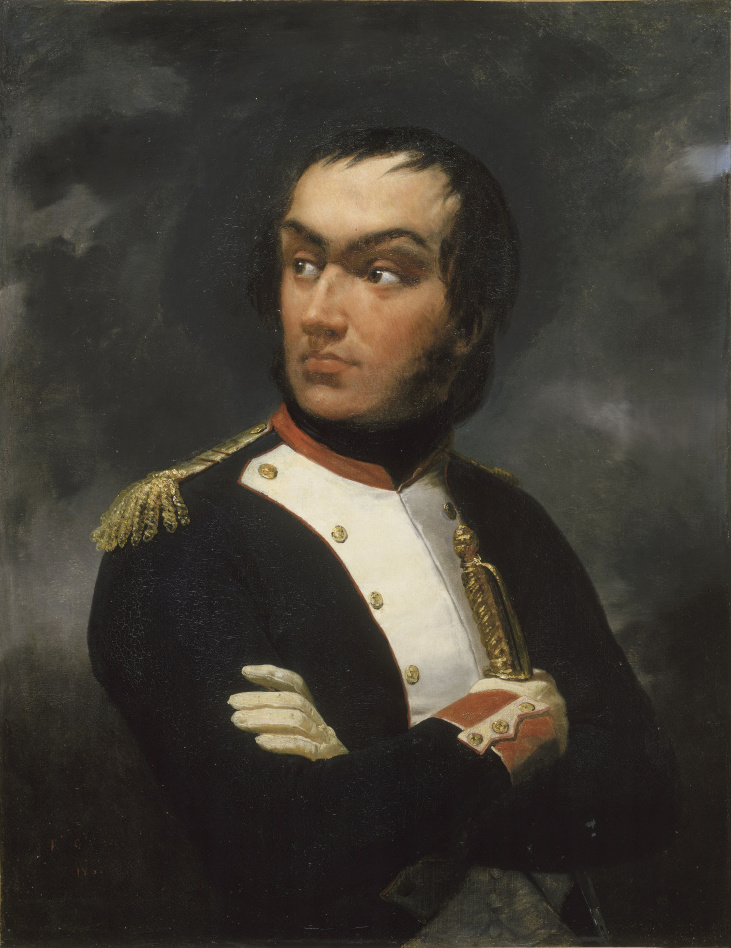
Николя Шарль Удино в 1792 году

В августе 1805 года покинул лагерь в Булони во главе 8000 гренадеров. Его дивизия была частью 5-го армейского корпуса маршала Ланна Великой Армии. Отличился в сражении при Вертингене 8 октября. Участвовал вместе с Ланном и Мюратом в легендарном захвате моста через Дунай в Вене, который защищали 180 орудий. Был ранен при Холлабрунне 16 ноября, и некоторое время командовал гренадерами совместно с адъютантом Наполеона, генералом Дюроком. Вновь отличился при Аустерлице. 1 июля 1806 года его дивизия была расформирована.
2 ноября 1806 года Император воссоздал гренадерскую дивизию. В новой войне Удино внёс решающий вклад в победу в битве при Остроленке. Затем участвовал в успешной осаде Данцига. 5 мая 1807 года его гренадеры влились в состав нового Резервного корпуса маршала Ланна. Пройдя 60 км форсированным маршем без остановок, его гренадеры не успели к сражению при Гейльсберге 10 июня. 14 июня в час ночи он был слева от войск Ланна, атакованных 80 000 русских на равнине у Фридланда. Корпус Ланна продержался до полудня, в частности, благодаря гренадерам, и Наполеон, прибывший с остальной армией, одержал трудную и важную победу, за которой вскоре последовал Тильзитский мир, подписанный 25 июня. Во время беседы император представил царю Александру Удино как «Баярда французской армии».
Выполнял функции губернатора Эрфурта в 1808 года, во время встречи государей. Продолжал возглавлять гренадеров в кампании 1809 года. Его авангард, везде одерживавший победы, разбил австрийцев под Пфаффенхофеном 19 апреля. 13 мая вошёл в Вену. 23 мая сменил во главе 2-го армейского корпуса смертельно раненного при Эсслинге маршала Ланна; за битву при Ваграме получил маршальский жезл, а вскоре после того титул герцога Реджо.

### Маршал
12 января 1812 года в Витри-ле-Франсуа женился во второй раз на Мари-Шарлотте де Куси (фр. Marie-Charlotte Eugénie Julienne de Coucy; 1791—1868). У генерала родились ещё четверо детей.
В 1812 году во главе 2-го армейского корпуса Удино наступал севернее главной армии по направлению на Санкт-Петербург. Сражался под Клястицами с российским генералом Витгенштейном, который сумел выиграть это сражение и притормозить наступление Удино. Из-за этого Наполеон вынужден был усилить корпус Удино баварским корпусом под командованием французского генерала Гувиона Сен-Сира. 17 августа, Удино, тяжело раненый в первом сражении под Полоцком, сдал командование Сен-Сиру, от которого 2 месяца спустя принял его обратно. Во время переправы через Березину он помог Наполеону избежать окружения, но сам при этом был тяжело ранен. 2 декабря, в местечке Плещеницы раненый Удино, ночевавший в крестьянской избе со штабом, был окружён казаками генерала Ланского из летучего отряда Винценгероде. Благодаря прочным брёвнам избы и широким щелям между ними, Удино и его офицеры сумели отстреляться от атаковавшего их казачьего отряда. Казаки отступили в поисках более лёгкой наживы, не зная, что в избе находится маршал Франции. В этой перестрелке Удино был ранен ещё раз.
Не оправившись ещё от ран, принял командование 12-м армейским корпусом, сражался под Бауценом и был разбит при Луккау 4 июня 1813 года. Тем же летом принимал участие в сражении при Хагельберге, где также потерпел фиаско.
После перемирия Удино получил командование над армией, которой предназначено было действовать против столицы Пруссии. Разбитый 23 августа при Гросбеерене, он был отдан под начальство маршала Нея и вместе с последним вновь потерпел поражение при Денневице 6 сентября. В 1814 году сражался при Бар-сюр-Об, потом защищал Париж против Шварценберга и прикрывал отступление императора.

### Служба Бурбонам
Удино отказался присоединяться к Наполеону в период Ста дней и переждал это время на своих землях в Мезе. Когда император Наполеон вызвал его в Париж, Удино ответил ему:

Сир, я [больше] не буду служить никому и поэтому не буду служить вам, я остаюсь в отставке.
Оригинальный текст (фр.)
Sire, je ne servirai personne, puisque je ne vous servirai pas ; je resterai dans ma retraite.

Тем не менее, Удино открыто высказался против осуждения маршала Нея. После второй реставрации Бурбонов он, по предложению министра внутренних дел графа де Воблана был назначен командующим парижской Национальной гвардии, генерал-майором королевской гвардии, пэром Франции, государственным министром. Также он стал кавалером ордена Святого Духа и получил большой крест ордена Святого Людовика.
В 1823 году маршал герцог Реджо участвовал во французской экспедиции в Испанию. После Июльской революции 1830 года Удино сначала вышел в отставку, однако позже пользовался милостями нового короля Луи-Филиппа, став канцлером ордена Почётного легиона (в 1839 году) и губернатором (комендантом) Дома Инвалидов в Париже (с 1842 года). Скончался в пожилом возрасте, занимая эту почётную должность, и был похоронен в домовой церкви Святого Людовика Дома Инвалидов Парижа.
Маршал Удино отличался храбростью, в которой с ним даже в наполеоновской армии могли соперничать немногие — разве что Лассаль, Ней и Ланн. Он пользовался популярностью у солдат, и умел увлекать их за собой в атаку, проявлял исключительную стойкость в минуты невзгод. Раненый более 20 раз, перенесший ряд операций без анестезии, маршал Удино не оставил службу. Тем не менее, его стратегические таланты, очевидно, не шли дальше способностей командира пехотной дивизии. В тех случаях, когда Удино поручались самостоятельные действия во главе корпуса, оторванного от основных сил армии, вне возможности получать от Наполеона и Бертье детальные распоряжения, его действия оканчивались провалом. Удино в 1812 году не сумел продвинуться к Санкт-Петербургу и застрял на восточной границе современной Белоруссии, а в 1813 году потерял в нескольких сражениях крупные свежие силы, выдвинутые вперёд для разгрома Пруссии с прицелом на занятие Берлина. Тем не менее, в историю Франции маршал, в первую очередь вошёл, как беззаветно храбрый человек.

## Воинские звания
- Солдат (2 июня 1784 года);
- Капитан (14 июля 1789 года);
- Подполковник (6 сентября 1793 года);
- Полковник (5 ноября 1793 года);
- Бригадный генерал (14 июня 1794 года, утверждён 13 июня 1795 года);
- Дивизионный генерал (12 апреля 1799 года);
- Маршал Империи (12 июля 1809 года).

## Титулы
- Граф Удино и Империи (фр. comte Oudinot et de l'Empire; декрет от 19 марта 1808 года, патент подтверждён 2 июля 1808 года в Байонне)[7];
- 1-й герцог Реджо и Империи (фр. duc de Reggio et de l'Empire; декрет от 15 августа 1809 года, патент подтверждён 14 апреля 1810 года в Компьене)[8][9];
- Пэр Франции (фр. pair de France; 4 июня 1814 года).

Герб Удино, как графа Империи
Герб Удино, как герцога Реджо

## Награды
Легионер ордена Почётного легиона (11 декабря 1803 года)
 Великий офицер ордена Почётного легиона (14 июня 1804 года)
 Знак Большого Орла ордена Почётного легиона (6 марта 1805 года)
 Кавалер ордена Железной короны (23 декабря 1807 года)
 Командор саксонского военного ордена Святого Генриха (5 февраля 1808 года)
 Кавалер прусского ордена Чёрного Орла (1812 год)
 Кавалер прусского ордена Красного Орла 1-й степени (1812 год)
 Большой крест баварского военного ордена Максимилиана Иосифа (25 июня 1813 года)
 Кавалер военного ордена Святого Людовика (2 июня 1814 года)
 Командор военного ордена Святого Людовика (24 сентября 1814 года)
 Большой крест военного ордена Святого Людовика (3 мая 1816 года)
 Командор нидерландского военного ордена Вильгельма (24 ноября 1816 года)
 Кавалер ордена Святого Духа (30 сентября 1820 года)
 Кавалер российского ордена Святого Владимира 1-й степени (25 февраля 1824 года)
 Большой крест испанского ордена Карлоса III (27 мая 1824 года)